# Congrès d'Aix-la-Chapelle (1818)
 (décembre 2023).
Pour les articles homonymes, voir Traité d'Aix-la-Chapelle et Congrès (homonymie).

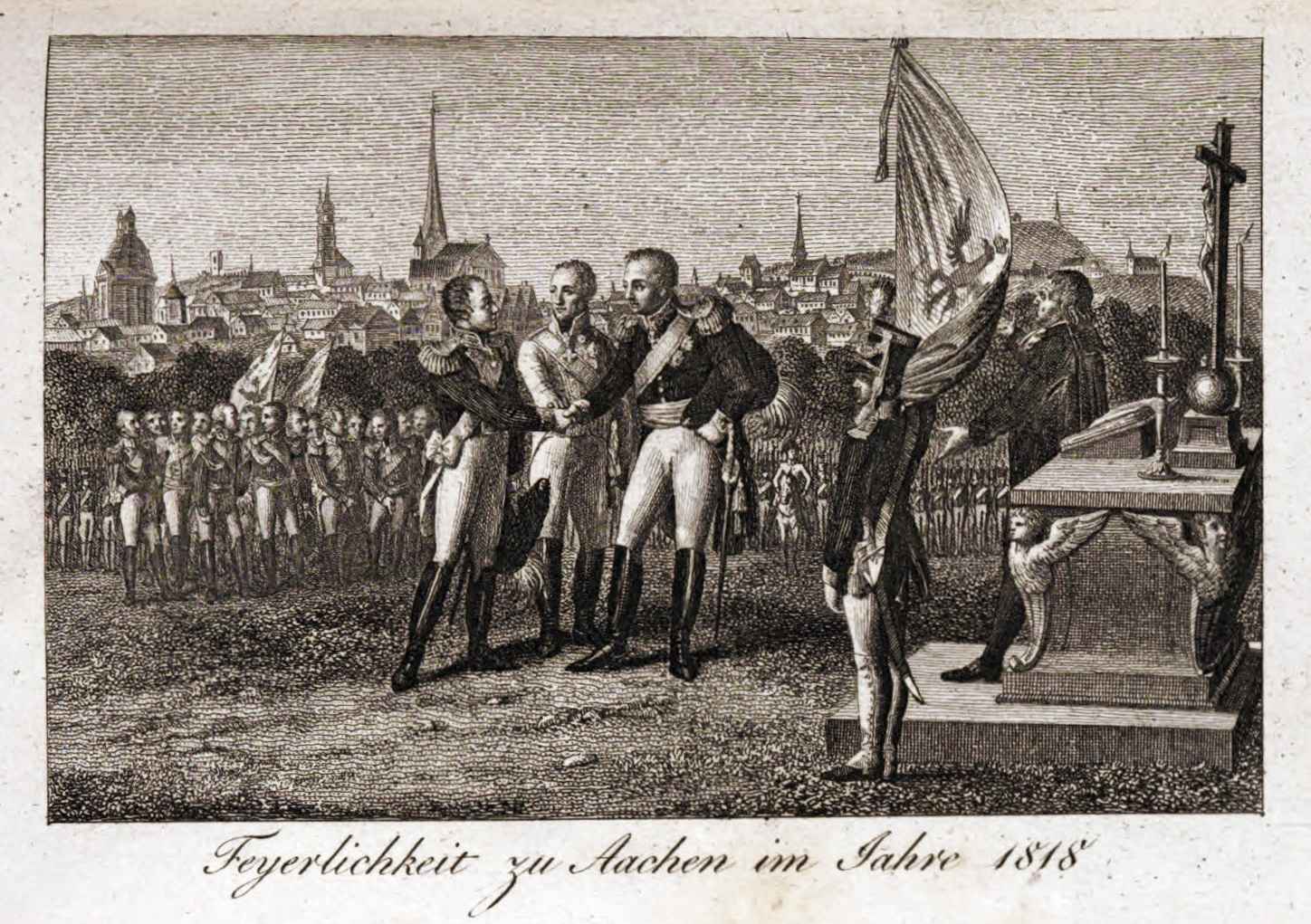
Serment des trois monarques (de Russie, d'Autriche et de Prusse) lors d'une messe champêtre au congrès d'Aix-la-Chapelle, commémorant le cinquième anniversaire de la bataille de Leipzig, le 18 octobre 1818.

Le congrès d'Aix-la-Chapelle s'est tenu du 29 septembre au 21 novembre 1818 entre la France et les principales puissances occupantes (Prusse, Autriche, Angleterre, Russie), le but étant de réviser et de solder le traité de Paris (1815) dans le cadre du Concert européen.

## Origine
Après la chute du Premier Empire en 1814, et l'échec des Cent-Jours en 1815, le congrès de Vienne établissait l'ordre européen nouveau qui durera globalement jusqu'en 1848, c'est le traité de Paris signé en 1815 qui établit les conditions des défaites françaises.
Ici, la France redevenue une monarchie constitutionnelle — restaurée — se trouve soumise à une occupation sévère de son territoire. Après trois années de politique docile, et un effort diplomatique particulier qui lui assure le soutien russe, elle en appelle donc à un nouveau congrès réunissant les puissances occupantes (Prusse, Autriche, Angleterre, Russie, et d'autres petits royaumes), dans l'objectif d'alléger le poids des sanctions des défaites successives de 1814 et 1815, d’un Empire auquel elle ne se sent pas liée, même si elle en hérite ses fonctionnements administratifs notamment.

## Représentants
Autrichiens :
- François Ier d'Autriche
- le prince Metternich

Britanniques :
- lord Castlereagh
- le duc de Wellington

Français :
- le duc de Richelieu

Prussiens :
- Frédéric-Guillaume III de Prusse
- le prince Hardenberg
- le comte Bernstorff

Russes :
- Alexandre Ier de Russie
- le comte Capo d'Istria
- le comte Nesselrode

## Le contenu
La France, soutenue par la Russie, obtient : 
- une « diminution des indemnités » de guerre à payer ;
- l'avancement du « retrait des forces d'occupations » alliées (Russes et Prussiens) de France : Saint-Mihiel et Bar-le-Duc sont libérées ;
- le règlement de divers points de frontières, notamment de conserver les places fortes flamandes de Bourbourg et de Bergues, qui ne furent donc pas incorporées aux Pays-Bas[1] ;
- « l'admission de la France dans la Sainte-Alliance » formée en 1815 entre le Royaume-Uni, l’Autriche, la Prusse et la Russie. Cette Sainte-Alliance dure jusqu'en 1824, année où Canning en retire le Royaume-Uni pour se rapprocher des États-Unis.

Sous la pression des Britanniques, qui avaient déjà pris une mesure similaire dès 1807, l'abolition de la traite des Noirs sur les navires européens est exigée ainsi que la lutte contre la piraterie en Méditerranée. Mais cette entente supposant la présence accrue de la flotte britannique dans cette zone, les puissances alliées ne trouvèrent point d'accord, rencontrant particulièrement l’opposition des Russes. L'esclavage fut d’ailleurs maintenu. En 1819, une flotte franco-anglaise fut envoyée à Alger pour annoncer au Dey que les puissances européennes avaient décidé d'interdire l'esclavage et combattre les actes de piraterie.
On y discuta également des conditions de traitement de Napoléon Bonaparte à Sainte-Hélène, du sort de la principauté de Monaco, et de celui de certaines colonies espagnoles : sur ce dernier point, les Britanniques établirent leur veto.
Ce congrès marque la volonté des principales puissances européennes à tenter de proposer un modèle de gouvernance stable pour l'ensemble de cette zone géographique.